# پرچم مارتینیک
پرچم مارتینیک در ۱۵ فوریه ۱۷۹۴ پذیرفته شد.